# Платицериум Ридли
Платице́риум Ри́дли (лат. Platycerium ridleyi) — вид папоротников семейства Многоножковые.

## Название
Первый экземпляр этого вида был найден в Сингапуре Генри Николасом Ридли, первым директором Сингапурского ботанического сада. Вид назван в его честь.

## Биологическое описание
Листья двух типов, спороносные и стерильные. Спороносные листья вильчатые, до 60 см длиной, по форме напоминают рога, направлены вверх.
Стерильные листья до 60 см в диаметре, сидячие, цельные, округлые, быстро высыхающие (поэтому становятся коричневыми и черепитчато налегают друг на друга). Своими нижними и боковыми краями стерильные листья тесно прижаты к стволу или ветви дерева, на котором поселилось растение, при этом верхняя их часть отходит от опоры так, что образуется ниша, в которой постепенно накапливаются продукты перегнивания опада и отмерших стерильных листьев.
Ниши, созданные стерильными листьями, населяются различными видами муравьёв.

## Распространение и экология
Таиланд (Чумпхон, Сураттани, Транг, Наратхиват), Индия, Малайзия и Индонезия.
Эпифит во влажных тропических лесах. Как правило встречается в верхней части крон высоких деревьев. 
 В Таиланде, в вечнозелёных высокоствольных лесах на высоте более 25 метров над землей.

## В культуре
В культуре редок. Посадка на блок или на прорезанный сбоку пластиковый цветочный горшок, который со временем окутывается стерильными листьями.
Температурная группа — тёплая.
Относительная влажность воздуха — 50—80 %.
Освещение — яркий рассеянный свет.
Выраженного периода покоя не имеет. Важное значение имеет движение воздуха в помещении. В условиях отсутствия аэрации возникает риск появления бактериальных и грибковых инфекций.